# Lucienne Granier
Lucienne Granier, née  le 29 novembre 1923 à Béziers où elle est morte le 30 octobre 2005, est une actrice française.

## Filmographie
- 1949 : Jean de la Lune de Marcel Achard : Étiennette
- 1949 : Occupe-toi d'Amélie de Claude Autant-Lara : Palmyre
- 1951 : Un amour de parapluie, court métrage de Jean Laviron
- 1951 : L'Amant de paille de Gilles Grangier : la dame en noir
- 1953 : Le Secret d'Hélène Marimon de Henri Calef : Mme Delabarre
- 1953 : Si Versailles m'était conté... de Sacha Guitry : Mme de Senlis
- 1955 : Le Fils de Caroline chérie de Jean Devaivre
- 1956 : Si Paris nous était conté de Sacha Guitry : la provinciale